# Văn học
Văn học (chữ Hán: 文學) theo cách nói chung nhất, là bất kỳ tác phẩm nào bằng văn bản. Hiểu theo nghĩa hẹp hơn, thì văn học là dạng văn bản được coi là một hình thức nghệ thuật, hoặc bất kỳ một bài viết nào được coi là có giá trị nghệ thuật hoặc trí tuệ, thường là do cách thức triển khai ngôn ngữ theo những cách khác với cách sử dụng bình thường. Trong các định nghĩa hiện đại hơn, văn học bao hàm cả các văn bản được nói ra hoặc được hát lên (văn học truyền miệng). Sự phát triển trong công nghệ in ấn đã cho phép phân phối và phát triển các tác phẩm chữ viết, và tạo ra loại văn học điện tử.
Văn học có thể phân loại thành: hư cấu hoặc phi hư cấu (theo nội dung), và thơ hoặc văn xuôi (theo hình thức). Thể loại văn xuôi có thể phân loại tiếp thành tiểu thuyết, truyện ngắn và kịch bản. Các tác phẩm văn học có thể được phân loại theo từng giai đoạn lịch sử được nhắc đến, hoặc một số thể loại nội dung hoặc hành văn đặc thù (bi kịch, hài kịch, lãng mạn, gợi tình,...)
Văn học là một trong những loại hình giữ vị trí quan yếu  nằm trong 7 loại hình nghệ thuật cơ bản.

## Các định nghĩa
Các định nghĩa của văn học đã thay đổi theo thời gian: đó là một "định nghĩa phụ thuộc vào văn hóa". Ở Tây Âu trước thế kỷ 18, văn học biểu thị tất cả các cuốn sách và văn bản. Một ý nghĩa hạn chế hơn của thuật ngữ này xuất hiện trong thời kỳ Lãng mạn, trong đó nó bắt đầu phân định là các tác phẩm viết "giàu trí tưởng tượng". Các cuộc tranh luận đương đại về những gì cấu thành nên văn học có thể được xem là trở lại với các quan niệm cũ hơn, bao quát hơn; nghiên cứu văn hóa, ví dụ, lấy làm chủ đề phân tích cả hai thể loại phổ biến và thiểu số, bên cạnh các tác phẩm kinh điển.
Định nghĩa đánh giá giá trị của văn học coi nó chỉ bao gồm những tác phẩm có chất lượng cao hoặc sự khác biệt, tạo thành một phần của truyền thống được gọi là belles-lettres ('tác phẩm giá trị'). Kiểu định nghĩa này được sử dụng trong Encyclopædia Britannica Eleventh Edition (1910-11) khi nó phân loại văn học là "thể hiện tốt nhất của tư tưởng chuyển thể thành văn bản."  Vấn đề trong quan điểm này là không có định nghĩa khách quan về những gì cấu thành "văn học": bất cứ thứ gì cũng có thể là văn học, và bất cứ thứ gì mà được coi là văn học đều có khả năng bị loại trừ, vì các đánh giá về giá trị có thể thay đổi theo thời gian.
Định nghĩa hình thức là "văn học" tạo ra hiệu ứng thơ ca; đó là "văn chương" hay "thi pháp" của văn học phân biệt nó với lời nói thông thường hoặc các loại văn bản khác (ví dụ, báo chí).  Jim Meyer coi đây là một đặc điểm hữu ích trong việc giải thích việc sử dụng thuật ngữ này có nghĩa là tài liệu được xuất bản trong một lĩnh vực cụ thể (ví dụ: "văn học khoa học "), vì văn bản đó phải sử dụng ngôn ngữ theo các tiêu chuẩn cụ thể. Vấn đề với định nghĩa chính thức là để nói rằng văn học đi lệch khỏi cách sử dụng ngôn ngữ thông thường, trước tiên phải xác định những cách sử dụng đó; điều này thật khó khăn vì " ngôn ngữ thông thường " là một phạm trù không ổn định, khác nhau tùy theo các phạm trù xã hội và trong lịch sử.

### Thể loại
Thể loại văn học là một phương thức phân loại văn học. Tuy nhiên, cách phân biệt thể loại văn học như vậy có thể thay đổi, và đã được sử dụng theo những cách khác nhau trong các thời kỳ và truyền thống khác nhau.

## Lịch sử

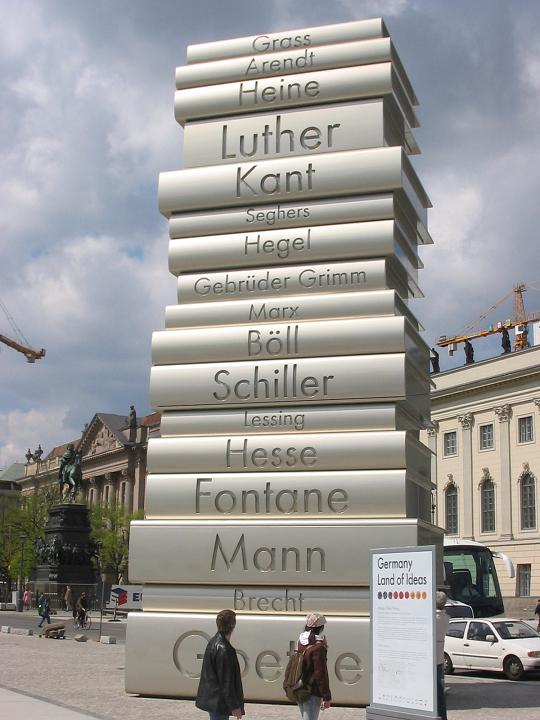
Điêu khắc ở Berlin mô tả một chồng sách trên đó được ghi tên của các nhà văn vĩ đại người Đức.

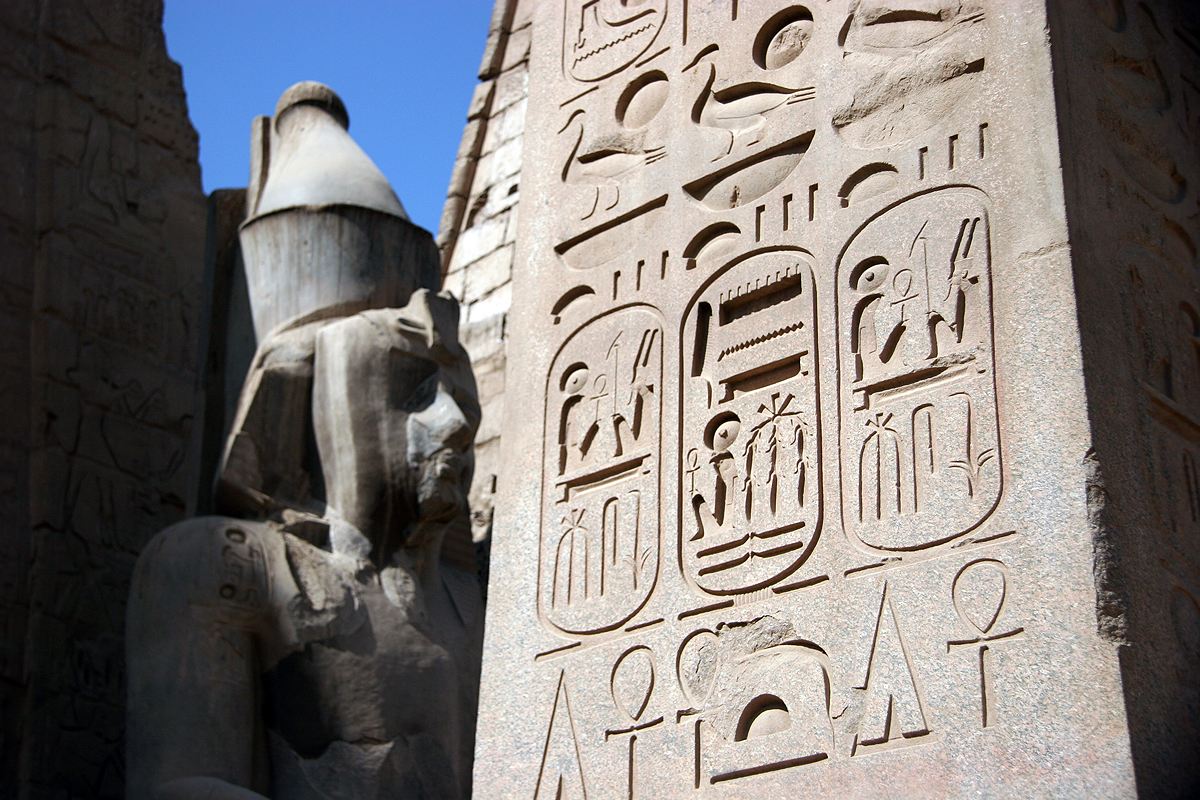
Chữ tượng hình Ai Cập với vỏ đạn in nổi tên " Ramesses II ", chụp trong Đền Luxor, Vương quốc mới Ai Cập

Lịch sử văn học theo sát sự phát triển của nền văn minh. Khi được định nghĩa độc quyền là tác phẩm được viết ra, văn học Ai Cập cổ đại, cùng với văn học Sumerian, được coi là văn học lâu đời nhất thế giới. Các thể loại chính của văn học thời kỳ Ai Cập cổ đại - văn bản giáo huấn, thánh ca, lời cầu nguyện, và truyện cổ tích được viết gần như hoàn toàn bằng thơ;  trong khi sử dụng hình thức thơ ca có thể nhận ra rõ ràng, giai điệu của câu thơ là không rõ rệt.  Hầu hết văn học Sumerian là thơ ca, vì nó được viết bằng các dòng căn lề trái, và có thể chứa các tổ chức dựa trên dòng như khớp nối thơ hoặc khổ thơ,
Các giai đoạn lịch sử khác nhau được phản ánh trong văn học. Các saga quy mô quốc gia và bộ lạc, các câu chuyện kể về nguồn gốc của thế giới và các phong tục, và những huyền thoại đôi khi mang thông điệp đạo đức hoặc tinh thần, chiếm ưu thế trong thời đại tiền đô thị. Các sử thi của Homer, có niên đại từ thời trung cổ đến trung đại và sử thi Ấn Độ vĩ đại của thời kỳ sau đó, đã có nhiều bằng chứng về chủ quyền tác giả văn học có chủ ý, tồn tại như những huyền thoại lâu đời qua truyền thống truyền miệng trong một thời gian dài trước khi được ghi chép lại trên giấy.
Văn học trong tất cả các hình thức của nó có thể được coi là hồ sơ bằng văn bản, cho dù bản thân văn học là thực tế hay hư cấu, vẫn hoàn toàn có thể giải mã các sự kiện thông qua những thứ như hành động và lời nói của nhân vật hoặc phong cách viết của tác giả và hàm ý đằng sau các từ ngữ. Cốt truyện không chỉ nhằm mục đích giải trí; bên trong nó chứa thông tin về kinh tế, tâm lý học, khoa học, tôn giáo, chính trị, văn hóa và chiều sâu xã hội. Nghiên cứu và phân tích văn học trở nên rất quan trọng trong việc học tập về lịch sử loài người. Văn học cung cấp những hiểu biết về cách xã hội đã phát triển và các quy tắc xã hội trong mỗi thời kỳ khác nhau trong suốt lịch sử. Ví dụ, các tác giả hậu hiện đại cho rằng lịch sử và tiểu thuyết cả hai tạo thành các hệ thống biểu thị mà theo đó chúng ta có ý nghĩa về quá khứ. Người ta khẳng định rằng cả hai điều này là "diễn ngôn, cấu trúc của con người, hệ thống biểu thị và cả hai đều rút ra yêu sách chính của họ đối với sự thật từ danh tính đó". Văn học cung cấp quan điểm về cuộc sống, điều này rất quan trọng trong việc có được sự thật và hiểu được cuộc sống của con người trong suốt lịch sử và các thời kỳ của nó. Cụ thể, văn học khám phá các khả năng sống theo các giá trị nhất định trong các hoàn cảnh xã hội và lịch sử nhất định.
Văn học giúp chúng ta hiểu các tài liệu tham khảo được thực hiện trong văn học hiện đại hơn bởi vì các tác giả thường tham khảo thần thoại và các văn bản tôn giáo cũ khác để mô tả các nền văn minh cổ đại như Hellenes và Ai Cập. Không chỉ có tài liệu viết về từng chủ đề đã nói ở trên, và cách chúng phát triển trong suốt lịch sử (như một cuốn sách về lịch sử kinh tế hoặc một cuốn sách về tiến hóa và khoa học chẳng hạn) mà người ta cũng có thể tìm hiểu về những điều này trong tác phẩm hư cấu. Các tác giả thường bao gồm những khoảnh khắc lịch sử trong các tác phẩm của họ, như khi Lord Byron nói về người Tây Ban Nha và người Pháp trong "Childe Harold's Pilgrimage: Canto I"  và bày tỏ ý kiến của mình thông qua nhân vật Childe Harold. Thông qua văn học, chúng ta có thể liên tục phát hiện ra thông tin mới về lịch sử. Tất cả các lĩnh vực học thuật đều có nguồn gốc trong văn học. Thông tin trở nên dễ dàng hơn để truyền từ thế hệ này sang thế hệ khác một khi chúng ta bắt đầu ghi chép nó. Cuối cùng, tất cả mọi thứ đã được viết ra, từ những thứ như phương pháp chữa trị tại nhà và cách chữa bệnh, hoặc cách xây dựng nơi trú ẩn cho các truyền thống và thực hành tôn giáo. Từ đó mọi người có thể nghiên cứu văn học, cải thiện ý tưởng, nâng cao kiến thức của chúng tôi và các lĩnh vực học thuật như lĩnh vực y tế hoặc ngành nghề có thể được bắt đầu. Theo cách tương tự như sách vở mà chúng ta nghiên cứu ngày nay tiếp tục được cập nhật khi chúng ta tiếp tục phát triển và học hỏi ngày càng nhiều.
Khi văn hóa đô thị phát triển hơn, các học viện đã cung cấp một phương tiện truyền tải cho văn học sáng tác và triết học trong các nền văn minh sơ khai, dẫn đến sự phổ biến của văn học ở Trung Quốc cổ đại, Ấn Độ cổ đại, Ba Tư và Hy Lạp cổ đại và La Mã. Nhiều tác phẩm của các thời kỳ trước, thậm chí ở dạng tường thuật, có một mục đích đạo đức hoặc giáo huấn bí mật, chẳng hạn như Panchatantra tiếng Phạn hoặc Metamorphoses của Ovid. Văn học chính kịch và châm biếm cũng được phát triển khi văn hóa đô thị tạo ra lượng khán giả công chúng lớn hơn, và sau đó là độc giả, cho sản xuất văn học. Thơ trữ tình (trái ngược với thơ sử thi) thường là đặc sản của triều đình và giới quý tộc, đặc biệt là ở Đông Á nơi các bài hát được giới quý tộc Trung Quốc sưu tầm thành thơ, đáng chú ý nhất là Kinh Thi. Trong một thời gian dài, thơ của những bản nhạc trước thời kỳ có chữ viết phổ biến và các bài hát xen kẽ với thơ và cuối cùng đã ảnh hưởng đến thơ trong môi trường văn học.
Ở Trung Quốc cổ đại, văn học sơ khai chủ yếu tập trung vào triết học, lịch sử, khoa học quân sự, nông nghiệp và thơ ca. Trung Quốc, cái nôi của nghề làm giấy và in mộc bản hiện đại, đã tạo ra các văn hóa in ấn đầu tiên trên thế giới. Phần lớn văn học Trung Quốc bắt nguồn từ thời kỳ Bách gia chư tử trong triều đại Đông Chu (769‒269 TCN). Các tác phẩm quan trọng nhất trong số này bao gồm các kinh điển của Nho giáo, Đạo giáo, Pháp gia, Mặc gia, cũng như các tác phẩm về khoa học quân sự (ví dụ Binh pháp Tôn Tử của Tôn Tử) và lịch sử Trung Quốc (ví dụ Sử ký Tư Mã Thiên của Tư Mã Thiên). Văn học Trung Quốc cổ đại đã nhấn mạnh vào lịch sử, với liệt kê rất chi tiết các thông tin về các đời vua. Một phần mẫu mực của lịch sử tường thuật về Trung Quốc cổ đại là Tả truyện, được biên soạn không muộn hơn 389 TCN, và được gán cho nhà sử học mù Tả Khâu Minh vào thế kỷ thứ 5 TCN.
Ở Ấn Độ cổ đại, văn học bắt nguồn từ những câu chuyện ban đầu được truyền miệng. Thể loại ban đầu bao gồm kịch, truyện ngụ ngôn, kinh điển và thơ sử thi. Văn học tiếng Phạn bắt đầu với kinh Vệ Đà, có niên đại từ năm 1500-1000 TCN, và tiếp tục với sử thi tiếng Phạn của thời đại đồ sắt Ấn Độ. Veda là một trong những văn bản kinh sách lâu đời nhất. Samhitas (các bộ sưu tập Veda) có niên đại khoảng 1500-1000 TCN, và các văn bản "xung quanh Vệ đà", cũng như sự tái cấu trúc của Samhitas, có niên đại vào khoảng 1000‒500 TCN, dẫn đến một giai đoạn Vệ đà, kéo dài từ giữa thiên niên kỷ 2 đến giữa thiên niên kỷ thứ 1 TCN, hoặc Thời đại đồ đồng muộn và Thời đại đồ sắt. Khoảng thời gian giữa thế kỷ thứ 6 đến thế kỷ thứ 1 TCN đã chứng kiến sự hình thành và tái cấu trúc của hai sử thi Ấn Độ có ảnh hưởng nhất là Mahabharata và Ramayana, với sự tái cấu trúc của chúng còn kéo dài đến thế kỷ thứ 4 sau Công nguyên. Các tác phẩm văn học lớn khác là Ramcharitmanas & Krishnacharitmanas.
Ở thời kỳ Hy Lạp cổ đại, các sử thi của Homer, người đã viết Iliad và Odyssey, và Hesiod, người đã viết Works and Days và Theogony, là các tác phẩm sớm nhất và có ảnh hưởng nhất của văn học Hy Lạp cổ đại. Thể loại văn học cổ điển Hy Lạp bao gồm triết học, thơ, lịch sử, hài kịch và chính kịch. Plato và Aristotle là tác giả của các tác phẩm triết học nền tảng của triết học phương Tây, Sappho và Pindar là những nhà thơ trữ tình có ảnh hưởng lớn, và Herodotus và Thucydides là những nhà sử học Hy Lạp đầu tiên. Mặc dù kịch là phổ biến ở Hy Lạp cổ đại, trong số hàng trăm bi kịch được viết và trình diễn trong thời cổ điển, chỉ có một số vở kịch giới hạn của ba tác giả vẫn tồn tại: Aeschylus, Sophocles và Euripides. Các vở kịch của Aristophanes cung cấp các ví dụ thực tế duy nhất về thể loại phim hài được gọi là Hài kịch cũ, hình thức hài kịch Hy Lạp sớm nhất, và trên thực tế được sử dụng để định nghĩa thể loại này.

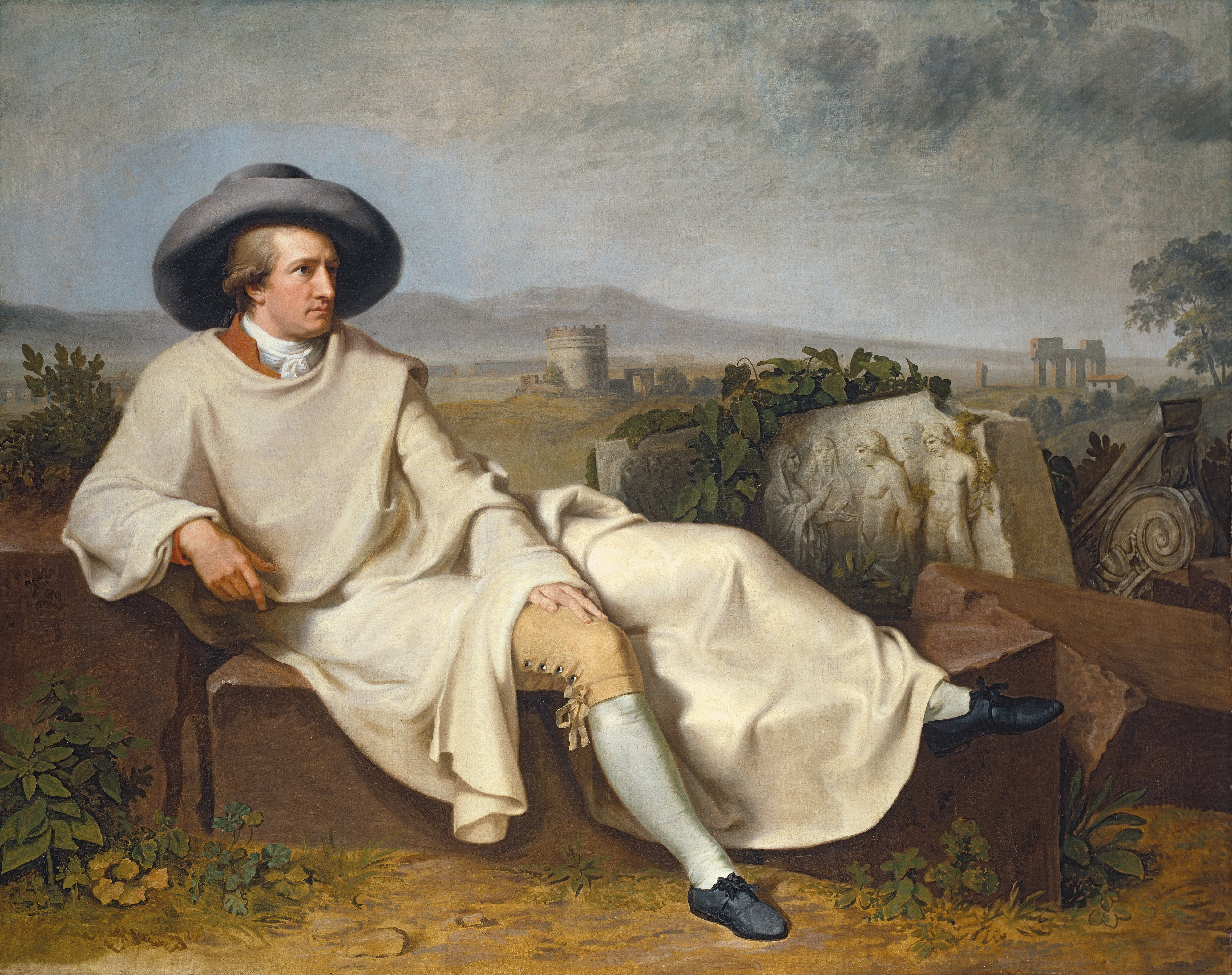
Johann Wolfgang von Goethe, một trong những nhà văn người Đức sung mãn nhất

Lịch sử và các tiểu sử La Mã đã tiên liệu văn học thời Trung cổ sẽ phát triển mạnh mẽ với các tác phẩm mô tả cuộc sống của các vị thánh và các biên niên sử kỳ diệu, nhưng hình thức đặc trưng nhất của thời Trung cổ là sự lãng mạn, một câu chuyện phiêu lưu và đôi khi kỳ diệu với sức hấp dẫn mạnh mẽ. Văn học gây nhiều tranh cãi, văn học tôn giáo, văn học chính trị và văn học mang tính giảng dạy đã phát triển nhanh chóng trong thời kỳ Phục hưng như là kết quả của sự phát minh ra máy in, trong khi sự lãng mạn thời trung cổ đã phát triển thành một dạng dựa nhiều hơn vào nhân vật và tâm lý của câu chuyện. Những cuốn tiểu thuyết thời kỳ ban đầu và có ý nghĩa quan trọng là Tây du ký của Trung Quốc và Faust của Đức.
Trong Thời đại Khai sáng, các nghiên cứu và suy đoán triết học về lịch sử và bản chất con người đã lồng ghép văn học với các phát triển xã hội và chính trị. Phản ứng không thể tránh khỏi là sự bùng nổ của Chủ nghĩa lãng mạn vào cuối thế kỷ 18, giai đoạn này lấy lại thành kiến tưởng tượng và viển vông của những mối tình lãng mạn cũ và văn học dân gian, đồng thời khẳng định sự ưu việt của trải nghiệm và cảm xúc cá nhân. Nhưng khi thế kỷ 19 trôi qua, tiểu thuyết châu Âu phát triển theo chủ nghĩa hiện thực và chủ nghĩa tự nhiên, tài liệu tỉ mỉ về cuộc sống thực và các xu hướng xã hội. Phần lớn đầu ra của chủ nghĩa tự nhiên là mang tính luận chiến ngầm, và ảnh hưởng đến sự thay đổi xã hội và chính trị, nhưng tiểu thuyết và kịch thế kỷ 20 đã lùi về phía chủ quan, nhấn mạnh đến động cơ vô thức và áp lực xã hội và môi trường đối với cá nhân. Các nhà văn như Proust, Eliot, Joyce, Kafka và Pirandello tiêu biểu cho xu hướng ghi lại những hiện thực nội tâm hơn là hiện thực bên ngoài.
Thể loại tiểu thuyết cũng cho thấy nó có thể đặt câu hỏi về thực tế trong các hình thức của thế kỷ 20, bất chấp các công thức cố định của nó, thông qua các câu hỏi của truyện trinh thám mang tính hoài nghi và thực tế thay thế của khoa học viễn tưởng. Sự khác biệt giữa các hình thức "chính thống" và "thể loại" của văn học (bao gồm cả báo chí) tiếp tục mờ nhạt trong suốt thời gian cho đến thời đại của chúng ta. William Burroughs, trong các tác phẩm đầu tiên của mình và Hunter S. Thompson đã mở rộng việc tường thuật mang tính phim tài liệu thành những tuyên bố chủ quan mạnh mẽ sau Thế chiến thứ hai, và các nhà phê bình hậu hiện đại đã chê bai ý tưởng về chủ nghĩa hiện thực khách quan nói chung.

## Tâm lý học và văn học
Các nhà lý thuyết cho rằng văn học cho phép người đọc tiếp cận các khía cạnh tình cảm tinh tế trong tính cách con người mà bình thường không dễ tiếp cận. Văn học trong bối cảnh này giúp hỗ trợ sự phát triển tâm lý và hiểu biết của người đọc, cho phép người đó tiếp cận các trạng thái cảm xúc mà không dễ dàng được người đó thể hiện ra. D. Mitchell, chẳng hạn, giải thích cách một tác giả sử dụng văn học dành cho thanh thiếu niên để mô tả trạng thái "kinh ngạc" mà bà đã trải qua khi còn nhỏ. Một số nhà nghiên cứu tập trung vào tầm quan trọng của văn học trong sự phát triển tâm lý của một cá nhân. Ví dụ, học ngôn ngữ sử dụng văn học vì nó trình bày rõ ràng hoặc chứa đựng văn hóa, là một yếu tố được coi là quan trọng trong việc học ngôn ngữ. Điều này được chứng minh trong trường hợp của một nghiên cứu cho thấy sự hiện diện của các giá trị văn hóa và các đoạn văn quen thuộc trong văn bản văn học có tác động quan trọng như thế nào đến hiệu quả đọc tiếng Anh của học sinh thiểu số. Các nhà tâm lý học cũng đã sử dụng văn học như một công cụ hoặc phương tiện trị liệu cho con người, để giúp họ hiểu những thách thức và vấn đề - ví dụ như trong việc lồng ghép các thông điệp cao siêu vào các tác phẩm văn học hoặc trong việc viết lại các câu chuyện truyền thống để giúp người đọc giải quyết các vấn đề của họ hoặc đúc kết chúng vào các thông điệp xã hội đương đại.
Hogan cũng giải thích rằng thời gian và cảm xúc mà một người dành để hiểu hoàn cảnh của một nhân vật làm cho văn học trở thành "mang tính sinh thái có giá trị trong việc nghiên cứu cảm xúc". Vì vậy, văn học có thể đoàn kết một cộng đồng lớn bằng cách khơi gợi những cảm xúc phổ quát, cũng như cho phép người đọc tiếp cận những khía cạnh văn hóa mà họ chưa được tiếp xúc, và tạo ra những trải nghiệm cảm xúc mới. Các nhà lý thuyết  lập luận rằng các tác giả chọn các hình thức văn học theo cảm xúc tâm lý mà họ đang cố gắng mô tả.
Một số nhà tâm lý học coi văn học là một công cụ nghiên cứu tâm lý hợp lệ, vì nó cho phép họ khám phá những ý tưởng tâm lý mới. Các lý thuyết tâm lý về văn học, chẳng hạn như Hệ thống phân cấp nhu cầu của Maslow  đã được công nhận rộng rãi.
"Lý thuyết Tâm lý Lực lượng Thứ ba" của nhà tâm lý học Maslow giúp các nhà phân tích văn học hiểu một cách sâu xa cách các nhân vật phản ánh nền văn hóa và lịch sử mà họ thuộc về. Nó cũng cho phép họ hiểu được ý định và tâm lý của tác giả. Lý thuyết cho rằng con người sở hữu bên trong mình "bản ngã" thực sự của họ và rằng việc hoàn thành điều này là lý do để sống. Nó cũng gợi ý rằng sự phát triển thần kinh cản trở việc hiện thực hóa điều này và khiến một người trở nên xa lánh con người thật của mình. Maslow cho rằng văn học khám phá cuộc đấu tranh để tự hoàn thiện bản thân của con người. Paris trong cuốn "Tâm lý học lực lượng thứ ba và nghiên cứu văn học" lập luận rằng "vô thức nguyên sơ" của DH Lawrence là một phép ẩn dụ cho cái tôi thực sự ". Văn học, nó đã được đề xuất, do đó là một công cụ cho phép người đọc phát triển và áp dụng lý luận phê bình vào bản chất của cảm xúc.
Biểu tượng và hình ảnh có thể góp phần định hình phản ứng tâm lý và thẩm mỹ đối với văn bản.

## Thể loại

### Trữ tình
- Thơ: là một loại hình nghệ thuật dùng từ, dùng chữ trong ngôn ngữ làm chất liệu, và sự chọn lọc từ cũng như tổ hợp của chúng được sắp xếp dưới một hình thức lôgíc nhất định tạo nên hình ảnh hay gợi cảm âm thanh có tính thẩm mỹ cho người đọc, người nghe.

Thơ là loại sáng tác văn học có nhịp điệu, tính nhạc, có đặc điểm ngắn gọn, súc tích, nhiều ý cô đọng, tuân theo các quy luật nhất định. Thơ thường dùng như một hình thức biểu tả cảm xúc trữ tình, hoặc tình cảm xúc động trước một hiện tượng xảy ra trong cuộc sống, như khi người ta đứng trước một phong cảnh ngoạn mục, hoặc đứng trước một thảm cảnh.
- Ca dao
- Từ khúc
- Truyện thơ
- Trường ca

#### Tác phẩm tự sự
- Truyện dài
- Truyện ngắn
- Sử thi
- Ngụ ngôn

#### Kịch bản văn học
- Bi kịch
- Hài kịch
- Chính kịch

#### Thể loại khác
- Ký
- Văn chính luận
- Từ (thể loại văn học)

## Trào lưu, trường phái
Khi nghiên cứu về văn học, người ta cũng phân chia văn học theo các dòng, các trường phái khác nhau như Văn học hiện thực, Văn học lãng mạn, Văn học cổ điển, Văn học dân gian, Văn học hiện đại, Văn học mới, văn học hậu hiện đại, Văn học phương Đông, Văn học phương Tây, Văn học Trung Quốc, Văn học Nga, Văn học Việt Nam, Văn học Pháp và các nền văn học của các quốc gia khác.

## Sách tham khảo
A.R. Biswas (2005). Critique of Poetics (vol. 2). Atlantic Publishers & Dist. ISBN 978-81-269-0377-1.
Jeremy Black; Graham Cunningham; Eleanor Robson, biên tập (2006). The literature of ancient Sumer. Oxford: OUP. ISBN 978-0-19-929633-0.
Cain, William E.; Finke, Laurie A.; Johnson, Barbara E.; McGowan, John; Williams, Jeffrey J. (2001). Vincent B. Leitch (biên tập). The Norton Anthology of Theory and Criticism. Norton. ISBN 978-0-393-97429-4.
Eagleton, Terry (2008). Literary theory: an introduction: anniversary edition (ấn bản thứ 2). Oxford: Blackwell Publishing. ISBN 978-1-4051-7921-8.
Flood, Gavin (1996). An Introduction to Hinduism. Cambridge University Press. ISBN 978-0-521-43878-0.
- Hogan, P. Colm (2011). What Literature Teaches Us about Emotion. New York: Cambridge University Press.

Foster, John Lawrence (2001), Ancient Egyptian Literature: An Anthology, Austin: University of Texas Press, tr. xx, ISBN 978-0-292-72527-0
Giraldi, William (2008). "The Novella's Long Life" (PDF). The Southern Review. tr. 793–801. Bản gốc (PDF) lưu trữ ngày 22 tháng 2 năm 2014. Truy cập ngày 15 tháng 2 năm 2014. {{Chú thích tạp chí}}: Đã định rõ hơn một tham số trong |archiveurl= và |archive-url= (trợ giúp)
Goody, Jack (2006). "From Oral to Written: An Anthropological Breakthrough in Storytelling". Trong Franco Moretti (biên tập). The Novel, Volume 1: History, Geography, and Culture. Princeton: Princeton UP. tr. 18. ISBN 978-0-691-04947-2.
- Paris, B.J. (1986). Third Force Psychology and the Study of Literature. Cranbury: Associated University Press.

Preminger, Alex; và đồng nghiệp (1993). The New Princeton Encyclopedia of Poetry and Poetics. US: Princeton University Press. ISBN 978-0-691-02123-2.
Ross, Trevor (1996). "The Emergence of "Literature": Making and Reading the English Canon in the Eighteenth Century."" (PDF). ELH. Quyển 63 số 2. tr. 397–422. doi:10.1353/elh.1996.0019. ISSN 0013-8304. Bản gốc (PDF) lưu trữ ngày 21 tháng 2 năm 2014. Truy cập ngày 9 tháng 2 năm 2014.